# キュタヒヤ県
キュタヒヤ県（キュタヒヤけん、トルコ語: Kütahya ili）は、トルコ西部、エーゲ海地方の県。時計回りに北からブルサ、ビレジク、東にエスキシェヒル、アフィヨン、南にウシャク、西にマニサ、バルケスィルと接している。県都はキュタヒヤ。キュタヒア県とも。

## 下位自治体
キュタヒヤ県には13の下位自治体がある。
- キュタヒヤ（Kütahya）
- アルトゥンタシュ（Altıntaş）
- アスラナパ（Aslanapa）
- チャヴダルヒサール（Çavdarhisar）
- ドマニッチ（Domaniç）
- ドゥムルプナール（Dumlupınar）
- エメット（Emet）
- ゲディズ（Gediz）
- ヒサルジュク（Hisarcık）
- パザルラル（Pazarlar）
- スィマヴ（Simav）
- シャプハネ（Şaphane）
- タヴシャンル（Tavşanlı）

## 名所
キュタヒヤは陶器の町として有名であり、また近くには温泉がわいている。その他にも多くのモスクがあり、そのほかにはキュタヒヤ城が有名である。